# Dakar Université Club
O Dakar Université Club é um clube de futebol com sede em Dakar, Senegal.

## História
A equipe compete no Campeonato Senegalês de Futebol..

## Notáveis futebolistas
- Pape Demba Camara
- Pape Alioune Diouf
- Diarga Fall
- Fadel Fall
- Ibrahima Gueye
- Cheikh Ndiaye
- Babacar Niang
- Abdoulaye Touré
- Boubacar Dialiba